# Oshae Brissett
Pour les articles homonymes, voir Brissett.
Oshae Jahve Brissett, né le 20 juin 1998 à Toronto en Ontario, est un joueur canadien de basket-ball. Il évolue au poste d'ailier voire d'ailier fort.

## Biographie

### Carrière
En novembre 2016, il entre à l'université de Syracuse en provenance du lycée The Athlete Institute à Mono (en), en Ontario. Il choisit l'Orange de Syracuse plutôt que les Trojans d'USC, Ducks de l'Oregon et Tigers de Memphis. Il est intégré immédiatement au cinq majeur de l'équipe d'Orange, assurant une présence intérieure aux côtés des arrières Tyus Battle et Frank Howard. Pour sa première année universitaire, Brissett a des moyennes de 14,9 points et 8,8 rebonds par match.
Après sa première saison, il était question que Brissett s'inscrive à la draft 2018 de la NBA. Cependant, le 11 avril 2018, il annonce son intention de retourner à Syracuse pour une deuxième année.
Le 10 mai 2019, il annonce sa candidature à la draft 2019 de la NBA,.
Le 21 octobre 2019, il s'engage avec les Raptors de Toronto sous la forme d'un contrat two-way.
Le 1er avril 2021, il signe un contrat de 10 jours en faveur des Pacers de l'Indiana. Il signe un deuxième contrat de 10 jours et le 20 avril 2021, Brissett signe un contrat de trois saisons en faveur des Pacers de l'Indiana.
Agent libre à l'été 2023, il signe un contrat de deux saisons avec les Celtics de Boston.
En juillet 2025, Brissett rejoint pour deux saisons le Maccabi Tel Aviv, club israélien évoluant en Euroligue.

### Sélection nationale
Brissett participe au championnat des Amériques U18 en 2016 avec le Canada et termine la compétition à la seconde place.

## Palmarès
- Champion NBA en 2024 avec les Celtics de Boston.

## Statistiques

### Universitaires
| Saison    | Équipe   | Matchs | Titul. | Min./m | % Tir | % 3pts | % LF | Rbds/m. | Pass/m. | Int/m. | Ctr/m. | Pts/m. |
| --------- | -------- | ------ | ------ | ------ | ----- | ------ | ---- | ------- | ------- | ------ | ------ | ------ |
| 2017-2018 | Syracuse | 37     | 37     | 38,1   | 35,4  | 33,1   | 78,7 | 8,84    | 0,92    | 1,16   | 0,78   | 14,95  |
| 2018-2019 | Syracuse | 34     | 34     | 33,0   | 39,3  | 27,0   | 66,0 | 7,50    | 1,79    | 0,97   | 0,79   | 12,44  |
| Total     |          | 71     | 71     | 35,7   | 37,1  | 30,7   | 73,6 | 8,20    | 1,34    | 1,07   | 0,79   | 13,75  |

### Professionnelles

#### Saison régulière
| Saison    | Équipe  | Matchs | Titul. | Min./m | % Tir | % 3pts | % LF | Rbds/m. | Pass/m. | Int/m. | Ctr/m. | Pts/m. |
| --------- | ------- | ------ | ------ | ------ | ----- | ------ | ---- | ------- | ------- | ------ | ------ | ------ |
| 2019-2020 | Toronto | 19     | 0      | 7,1    | 36,1  | 20,0   | 80,0 | 1,40    | 0,40    | 0,20   | 0,10   | 1,90   |
| 2020-2021 | Indiana | 21     | 16     | 24,7   | 48,3  | 42,3   | 76,9 | 5,48    | 0,86    | 0,90   | 0,95   | 10,90  |
| 2021-2022 | Indiana | 67     | 25     | 23,3   | 41,1  | 35,0   | 69,5 | 5,34    | 1,07    | 0,66   | 0,43   | 9,15   |
| 2022-2023 | Indiana | 65     | 2      | 16,7   | 38,6  | 31,0   | 71,7 | 3,40    | 0,70    | 0,50   | 0,20   | 6,10   |
| Total     |         | 172    | 43     | 19,2   | 41,2  | 34,4   | 71,9 | 4,20    | 0,80    | 0,60   | 0,40   | 7,40   |

## Records sur une rencontre en NBA
Les records personnels de Oshae Brissett en NBA sont les suivants, :
| Type de statistique        | Saison régulière | Saison régulière          | Saison régulière |
| Type de statistique        | Record           | Adversaire                | Date             |
| -------------------------- | ---------------- | ------------------------- | ---------------- |
| Points                     | 31               | @ Raptors de Toronto      | 16 mai 2021      |
| Paniers marqués            | 10               | 2 fois                    | 2 fois           |
| Paniers tentés             | 20               | @ Nets de Brooklyn        | 10 avril 2022    |
| Paniers à 3 points réussis | 6                | Celtics de Boston         | 27 février 2022  |
| Paniers à 3 points tentés  | 10               | @ Nets de Brooklyn        | 10 avril 2022    |
| Lancers francs réussis     | 8                | 2 fois                    | 2 fois           |
| Lancers francs tentés      | 10               | @ Hawks d'Atlanta         | 8 février 2022   |
| Rebonds offensifs          | 7                | Timberwolves du Minnesota | 13 février 2022  |
| Rebonds défensifs          | 12               | @ Thunder d'Oklahoma City | 1er mai 2021     |
| Rebonds totaux             | 15               | Thunder d'Oklahoma City   | 25 février 2022  |
| Passes décisives           | 5                | Pistons de Détroit        | 3 avril 2022     |
| Interceptions              | 5                | Warriors de Golden State  | 13 décembre 2021 |
| Contres                    | 5                | Trail Blazers de Portland | 27 avril 2021    |
| Balles perdues             | 5                | Pistons de Détroit        | 3 avril 2022     |
| Minutes jouées             | 42               | Thunder d'Oklahoma City   | 21 avril 2021    |

- Double-double : 11
- Triple-double : 0

Dernière mise à jour : 24 novembre 2023

## Palmarès

### Palmarès en club
- ACC All-Freshman Team (2018)